# Scăpați de Smart
Scăpați de Smart (titlu original: Get Smart) este un film american de comedie cu spioni din 2008 regizat de Peter Segal. Este bazat pe serialul TV omonim (în engleză) creat de Mel Brooks și Buck Henry. Rolurile principale au fost interpretate de actorii Steve Carell, Anne Hathaway, Dwayne Johnson și Alan Arkin.

## Distribuție
- Steve Carell - Maxwell Smart
- Anne Hathaway - Agent 99
- Dwayne Johnson - Agent 23
- Alan Arkin - The Chief
- Terence Stamp - Siegfried
- Masi Oka - Bruce
- Nate Torrence - Lloyd
- Dalip Singh - Dalip
- Ken Davitian - Shtarker
- Terry Crews - Agent 91, a CONTROL agent.
- David Koechner - Larabee
- James Caan - The President
- David S. Lee - Ladislas Krstic
- Bill Murray - Agent 13
- Patrick Warburton - Hymie
- John Farley - Agent 38
- Larry Miller - CIA Agent
- Kevin Nealon - CIA Agent
- Blake Clark - General
- Cedric Yarbrough - Tate
- Stephen Dunham - Secret Service Commander